# Môi trường desktop
Trong tin học, một môi trường desktop (DE) là một triển khai của desktop metaphor làm cho một nhóm các ứng dụng có thể chạy trên hệ điều hành máy tính, thông qua việc chia sẻ một giao diện đồ họa người dùng (GUI), đôi khi được mô tả như một graphical shell. Môi trường desktop chủ yếu được tích hợp trên máy tính cá nhân cho đến khi các thiết bị di động bắt đầu nổi lên Desktop GUI giúp người dùng dễ dàng truy cập và chỉnh sửa các tập tin, trong khi chúng thường không cung cấp quyền truy cập vào tất cả các tính năng được tìm thấy trong các hệ điều hành cơ bản. Thay vào đó giao diện dòng lệnh(CLI) truyền thống vẫn được sử dụng khi có các yêu cầu kiểm soát toàn bộ hệ thống.
Một môi trường desktop thông thường bao gồm icon, cửa sổ, toolbars, folders, wallpapers và desktop widgets Một GUI có thể cung cấp tính năng drag and drop cũng như các tính năng khác khiến desktop metaphor hoàn thiện hơn. Một môi trường desktop có mục đích là tạo ra sự trực quan cho người dùng trong sử dụng giống như tương tác với thế giới vật chất, chẳng hạn như các nút và cửa sổ.
Trong khi các môi trường desktop ban đầu được miêu tả như một kiểu giao diện người dùng theo desktop metaphor, nó cũng đã miêu cho các ứng dụng tự metaphor. Cách sử dụng này đã được phổ biến rộng rãi bởi các dự án như Common Desktop Environment, K Desktop Environment, và GNOME.

## Lịch sử và các sử dụng phổ biến
Môi trường desktop đầu tiên được tạo ra bởi Xerox và được bán cùng với Xerox Alto trong những năm 1970. Alto được Xerox là máy tính văn phòng các nhân; nó đã thất bại trên thị trường vì tiếp thị kém và một giá rất cao. Với Lisa, Apple giới thiệu một môi trường desktop trên một máy tính cá nhân giá cả phải chăng, và cũng thất bại trên thị trường.
Desktop metaphor đã được phổ biến trên các máy tính cá nhân thương mại của Macintosh ban đầu của Apple trong năm 1984, và đã được phổ biến rộng rãi hơn nữa bởi Windows của Microsoft kể từ những năm 1990. Tính đến  năm 2014, các môi trường desktop phổ biến nhất là con cháu của những môi trường trước đó, bao gồm cả môi trường Aero sử dụng trong Windows Vista và Windows 7, và Môi trường Aqua sử dụng trên OS X. Khi so sánh với các môi trường desktop X-based có sẵn cho hệ điều hành tương tự Unix như Linux và FreeBSD, các môi trường desktop độc quyền bao gồm Windows và OS X đã tương đối cố định các bố trí và các tính năng tĩnh, với thiết kế tích hợp cao "liền mạch" mà mục đích là để cung cấp trải nghiệm khách hàng là nhất quán trên các cài đặt.
 Microsoft Windows thống trị trong thị phần máy tính cá nhân cùng với môi trường desktop của nó. Máy tính sử dụng hệ điều hành tương tự Unix như OS X, Chrome OS, Linux. BSD hoặc Solaris ít phổ biến hơn; Tuy nhiên, tính đến  năm 2015 có sự gia tăng thị phần các máy tính cá nhân Linux giá rẻ dùng X Window System hoặc Wayland với các lựa chọn rộng rãi các môi trường desktop. Trong số các phổ biến hơn trong số này là Chromebooks và Chromeboxes của Google, NUC của Intel, Raspberry Pi,...
Trên máy tính bảng và điện thoại thông minh, tình hình là ngược lại, với các hệ điều hành tương tự Unix thống trị thị trường, bao gồm iOS (nguồn gốc BSD), Android, Tizen, Sailfish và Ubuntu (tất cả có nguồn gốc Linux). Windows phone, Windows RT  và Windows 10 của Microsoft được sử dụng trên một số ít hơn nhiều các máy tính bảng và điện thoại thông minh. Tuy nhiên, phần lớn các hệ điều hành tương tự Unix chiếm ưu thế trên các thiết bị cầm tay không sử dụng các môi trường desktop X11 vốn được dụng bởi hệ điều hành tương tự Unix trên PC, thay vào đó dựa trên các giao diện dựa trên các công nghệ khác.

## Môi trường desktop cho hệ thống X Window

Một timeline ngắn gọn về một số DE phổ biến cho các hệ điều hành tương tự Unix (logo màu xám chỉ thời điểm bắt đầu phát triển của dự án, trong khi logo có màu cho biết thời gian ra mắt bản phát hành đầu tiên)

Trên các hệ thống sử dụng X Window System (thường là các hệ thống tương tự Unix như Linux, BSD, và các phân phối UNIX chính thức), môi trường desktop là năng động hơn và tùy biến để đáp ứng nhu cầu người dùng. Trong bối cảnh này, một môi trường desktop thông thường bao gồm một số thành phần riêng biệt, trong đó có một trình quản lý của sổ (như Mutter hoặc KWin), một trình quản lý file (như Files hay Dolphin), một tập hợp các giao diện đồ họa, cùng với các bộ công cụ (như GTK + và Qt) và thư viện để quản lý các desktop. Tất cả các mô-đun riêng lẻ có thể được trao đổi và cấu hình độc lập cho phù hợp với người sử dụng, nhưng hầu hết các môi trường desktop cung cấp một cấu hình mặc định mà làm việc với các thiết lập người dùng tối thiểu.
Một vài trình quản lý của sổ như IceWM, Fluxbox, Openbox, ROX Desktop và Window Maker chứa các yếu tố môi trường desktop tương đối thưa thớt, chẳng hạn như một trình quản lý tập tin tích hợp không gian, trong khi những chương trình khác như evilwm và wmii không cung cấp các yếu tố như vậy. Không phải tất cả các mã chương trình mà là một phần của một môi trường desktop có tác dụng mà có thể nhìn thấy trực tiếp cho người sử dụng. KDE, ví dụ, cung cấp một lời gọi đến KIO khách cung cấp cho người dùng truy cập vào một loạt các thiết bị ảo. Các I / O khách không có sẵn bên ngoài môi trường KDE.
Ban đầu, CDE là có sẵn như là một giải pháp độc quyền, nhưng chưa bao giờ phổ biến trên các hệ thống Linux do hạn chế chi phí và cấp giấy phép. Năm 1996 KDE được công bố, sau đó, năm 1997 GNOME được công bố. Xfce là một dự án nhỏ được thành lập năm 1996, và tập trung vào hiệu năng và mô đun, giống với LXDE được bắt đầu vào năm 2006. Một so sánh của các môi trường desktop X Window thể hiện sự khác biệt giữa các môi trường. GNOME và KDE thường được xem như là giải pháp ưu thế, và những vẫn thường được cài đặt mặc định trên hệ thống Linux. Mỗi trong số chúng cung cấp:
- Với các lập trình viên, một tập các API chuẩn, một môi trường lập trình, và hướng dẫn giao diện con người.
- Với các dịch giả, một cơ sở hạ tầng hợp tác. KDE và GNOME có sẵn trong nhiều ngôn ngữ.[8][9]
- Với các nghệ sĩ, một không gian làm việc để chia sẻ tài năng của mình.[10][11]
- Với các chuyên gia công thái học, cơ hội để giúp đơn giản hóa môi trường làm việc.[12][13][14]
- Cho các ứng dụng phát triển của bên thứ ba, một môi trường tham chiếu cho hội nhập. OpenOffice.org là một trong những ứng dụng như vậy.[15][16]
- Cho người dùng, một môi trường desktop đầy đủ và một bộ các ứng dụng cần thiết. Chúng bao gồm một trình quản lý tập tin, trình duyệt web, nghe nhạc đa phương tiện, ứng dụng email, sổ địa chỉ, trình đọc PDF, quản lý ảnh, và ứng dụng tùy chỉnh hệ thống.

Trong đầu thập niên 2000, KDE đạt đến sự trưởng thành cùng với GNOME. Các dự án Appeal và ToPaZ tập trung vào việc mang lại những tiến bộ mới trong phiên bản tiếp theo của cả KDE và GNOME tương ứng. Mặc dù phấn đấu cho mục tiêu tương tự, GNOME và KDE làm khác nhau trong cách tiếp cận của họ cho công thái người dùng. KDE khích lệ ứng dụng để tích hợp và tương thích, tùy biến cao, và có nhiều tính năng phức tạp, tất cả trong khi cố gắng để thiết lập mặc định hợp lý. GNOME mặt khác là quy tắc hơn, và tập trung vào các chi tiết tốt hơn các nhiệm vụ cần thiết và đơn giản hóa tổng thể. Do đó, mỗi bên thu hút người sử dụng và cộng đồng phát triển khác nhau. Về mặt kỹ thuật, có rất nhiều các công nghệ chung cho tất cả các môi trường desktop tương tự Unix, rõ ràng là hầu hết các hệ thống X Window. Theo đó, các dự án freedesktop.org được thành lập như một khu vực hợp tác chính thức với mục tiêu là để giảm trùng lặp.
Trong khi GNOME và KDE tập trung vào các máy tính hiệu suất cao, người sử dụng máy tính yếu hơn hoặc lớn tuổi thường thích môi trường desktop thay thế đặc biệt tạo ra cho hệ thống hiệu suất thấp. Các môi trường desktop nhẹ phố biến nhất gồm LXDE và Xfce; chúng cùng dùng GTK+, giống với GNOME. Môi trường desktop MATE, một phân nhánh từ GNOME 2, được so sánh với Xfce trong việc sử dụng bộ nhớ RAM và bộ xử lý chu kỳ, nhưng thường được coi là nhiều hơn như một thay thế cho các môi trường desktop nhẹ khác.
Trong một khoảng thời gian, GNOME và KDE là môi trường desktop phổ biến nhất trên Linux; sau đó một số môi trường desktop khác bắt đầu phổ biến. Tháng 4/2011, GNOME giới thiệu giao diện mới với phiên bản 3 của nó, trong khi bản phân phối phổ biến nhất Ubuntu giới thiệu môi trường desktop mới của riêng họ  Unity. một số người dùng ưa thích giao diện truyền thống của GNOME 2 hơn, dẫn đến việc tạo ra MATE một phân nhánh của GNOME 2.

## Một số ví dụ cho Môi trường desktop
Môi trường desktop phổ biến nhất trên các máy tính cá nhân là giao diện được đóng gói cùng với Microsoft Windows. Nó được đặt tên là Luna trên Windows XP và Aero từ Windows Vista và Windows 7 và Metro trên Windows 8 về sau. Cũng phổ biến là Aqua, đóng gói cùng với macOS của Apple.
Môi trường desktop chính cho các hệ điều hành tương tự Unix là Hệ thống X Window, bao gồm KDE, GNOME, Xfce, và LXDE, bất kỳ trong số đó có thể được lựa chọn bởi người sử dụng và không bị ràng buộc độc quyền cho hệ điều hành sử dụng.
Một số môi trường desktop khác bao gồm (nhưng không giới hạn) CDE, EDE, GEM, IRIX Interactive Desktop, Java Desktop System của Sun, Jesktop, Mezzo, Project Looking Glass, ROX Desktop, UDE, Xito, XFast. Ngoài ra, có tồn tại FVWM-Crystal, trong đó bao gồm một cấu hình mạnh mẽ để quản lý cửa sổ FVWM, một chủ đề và tiếp tục thêm vào, hoàn toàn hình thành một "construction kit" nhằm xây dựng một môi trường máy tính để bàn.
X window managers có nghĩa là để được sử dụng độc lập - mà không có một môi trường máy tính để bàn - cũng bao gồm các yếu tố gợi nhớ của những tính năng có trong môi trường desktop tiêu biểu, nổi bật nhất là Enlightenment. Các ví dụ khác bao gồm OpenBox, Fluxbox, WindowLab, Fvwm, cũng như Window Maker và AfterStep, với cả hai đều có tính năng chính là diện mạo và cảm nhận của NeXTSTEP (hay đúng ra là của GUI của NeXTSTEP).
Cách tiếp cận Amiga với môi trường desktop đáng chú ý: Môi trường desktop gốc của Workbench  trong AmigaOS tiến hóa qua thời gian có nguồn gốc toàn bộ gia đình của hậu duệ và các giải pháp desktop thay thế. Một số trong những hậu duệ là Scalos,  Ambient desktop của MorphOS, và Wanderer desktop của hệ điều hành mã nguồn mở AROS. WindowLab cũng có tính năng gợi nhớ của Amiga UI. Phần mềm Directory Opus của bên thứ ba, mà ban đầu chỉ là một chương trình quản lý tập tin định hướng, phát triển để trở thành một thay thế hoàn thiện cho Amiga desktop được gọi là Directory Opus Magellan.
Có Workplace Shell chạy trên hệ thống IBM OS/2 hoặc eComStation.
Dự án BumpTop là một môi trường desktop thực nghiệm. Mục tiêu chính của nó là để thay thế các mô hình 2D với một "thế giới thực" thực hiện 3D, nơi các văn bản có thể được tự do thao tác trên một bảng ảo.

### Thư viện ảnh

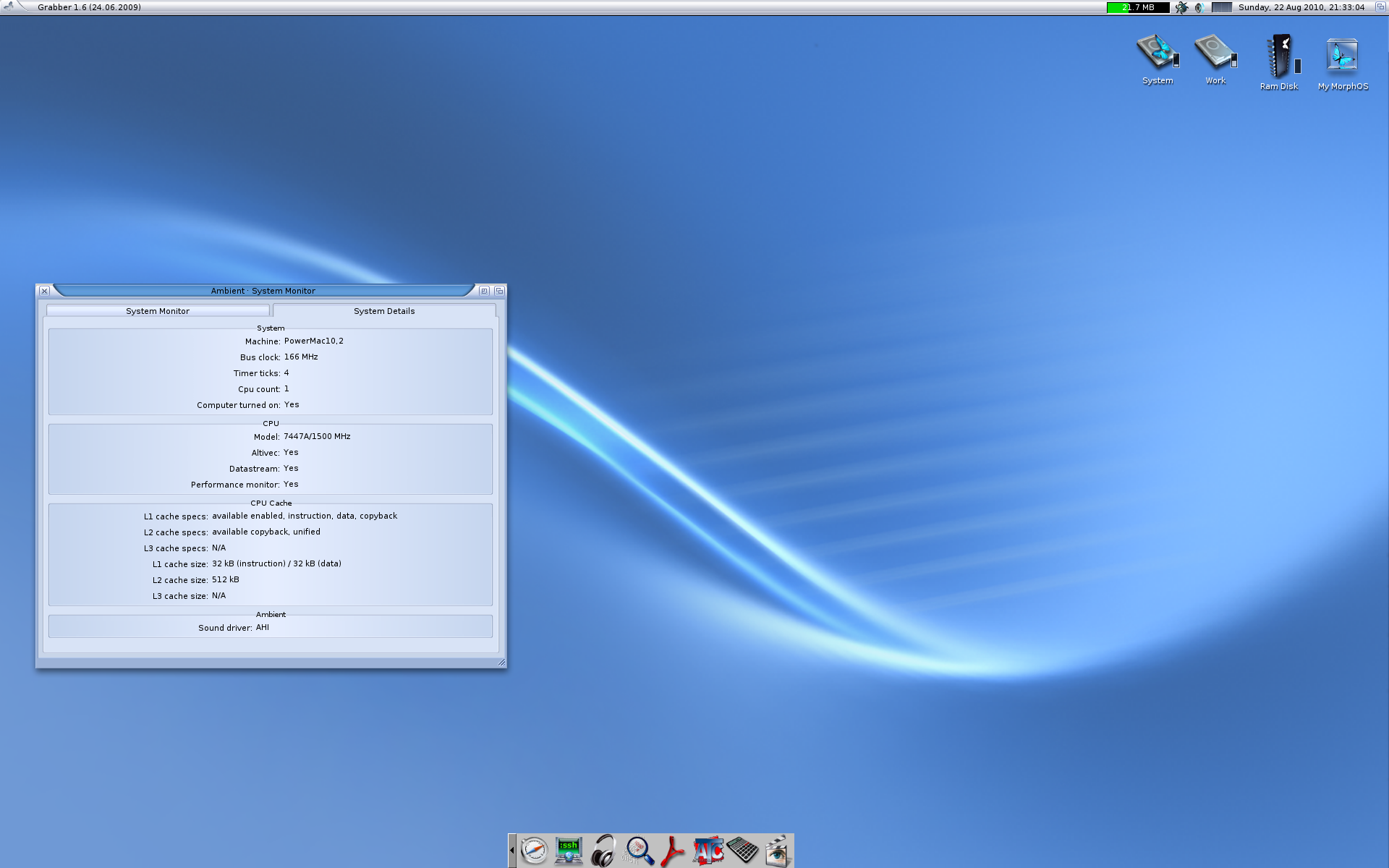
Ambient
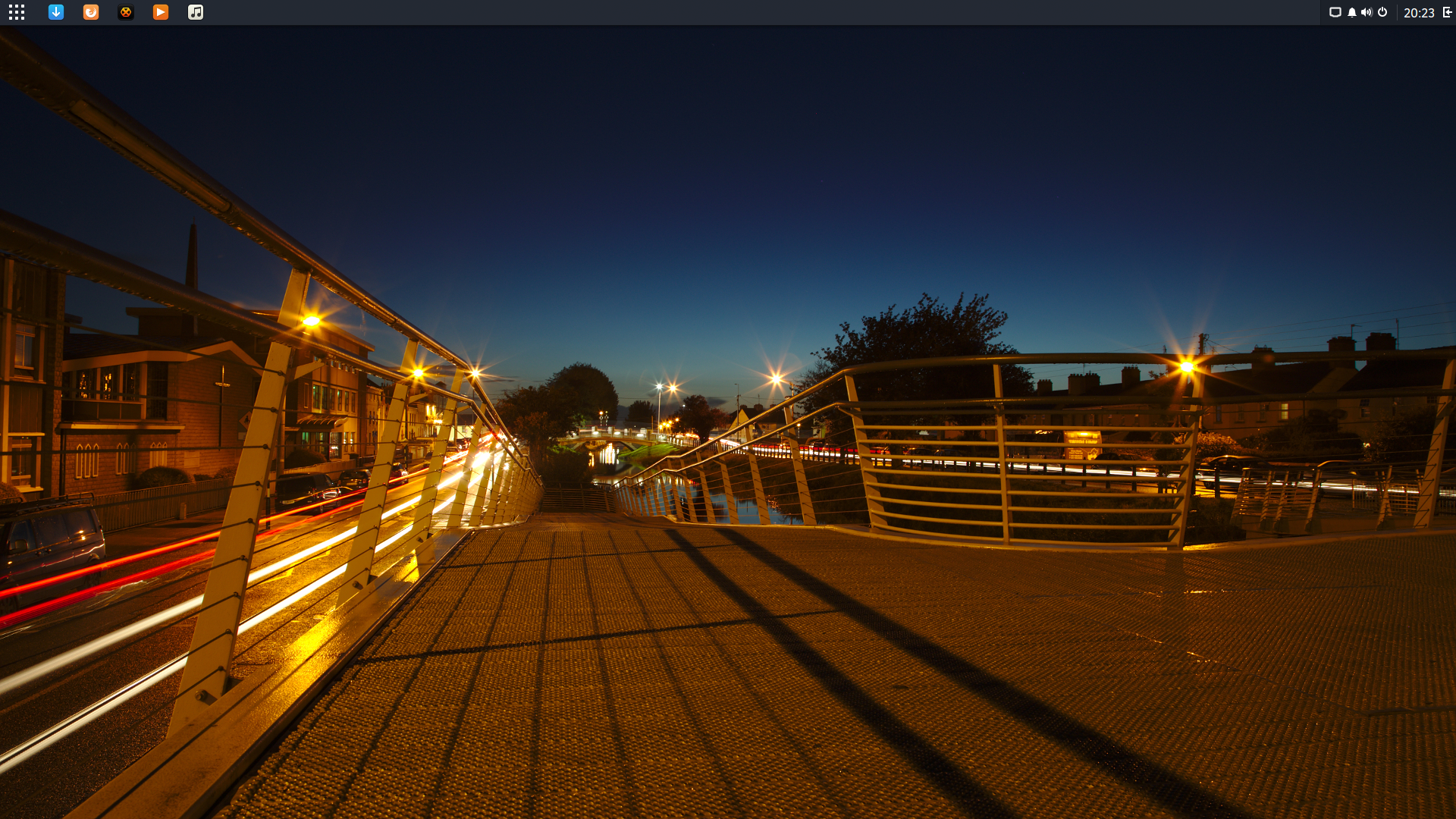
Budgie
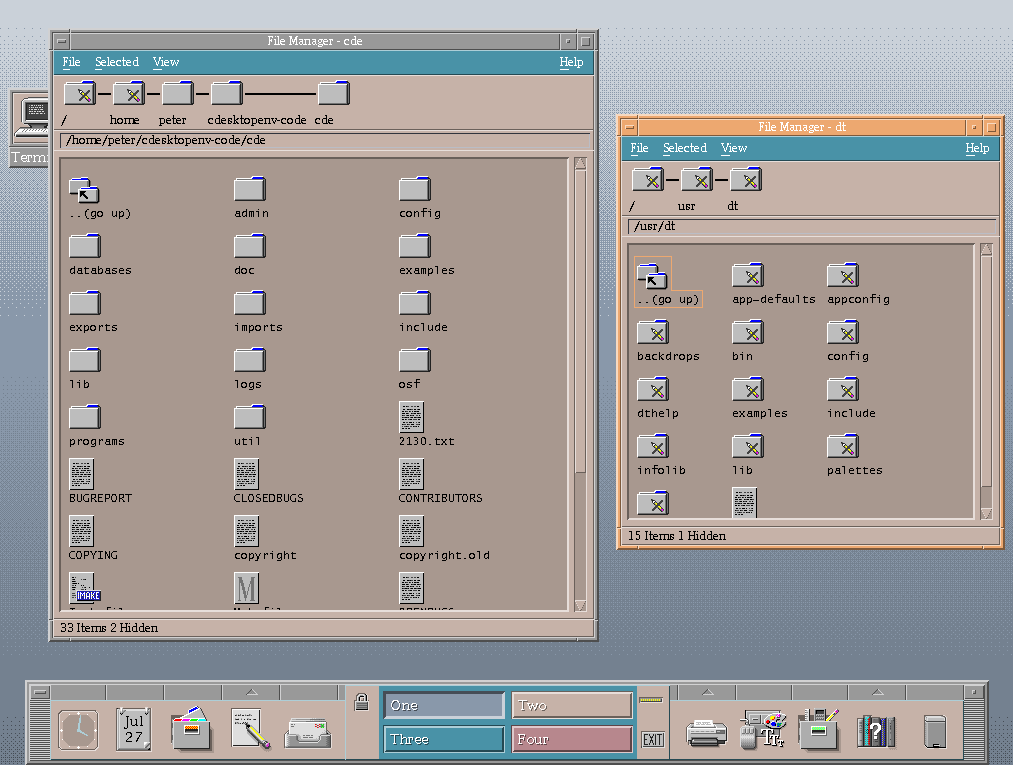
CDE
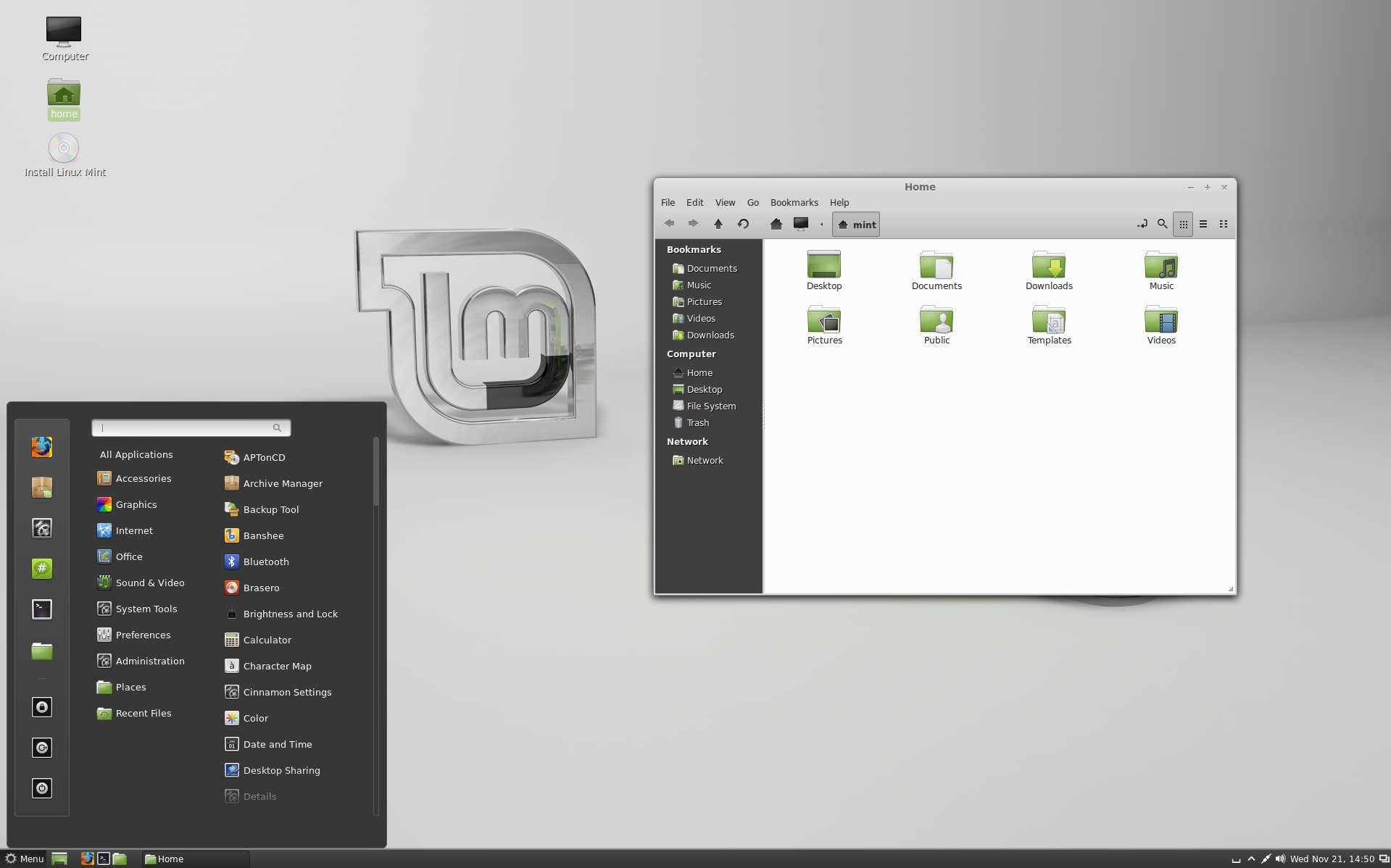
Cinnamon
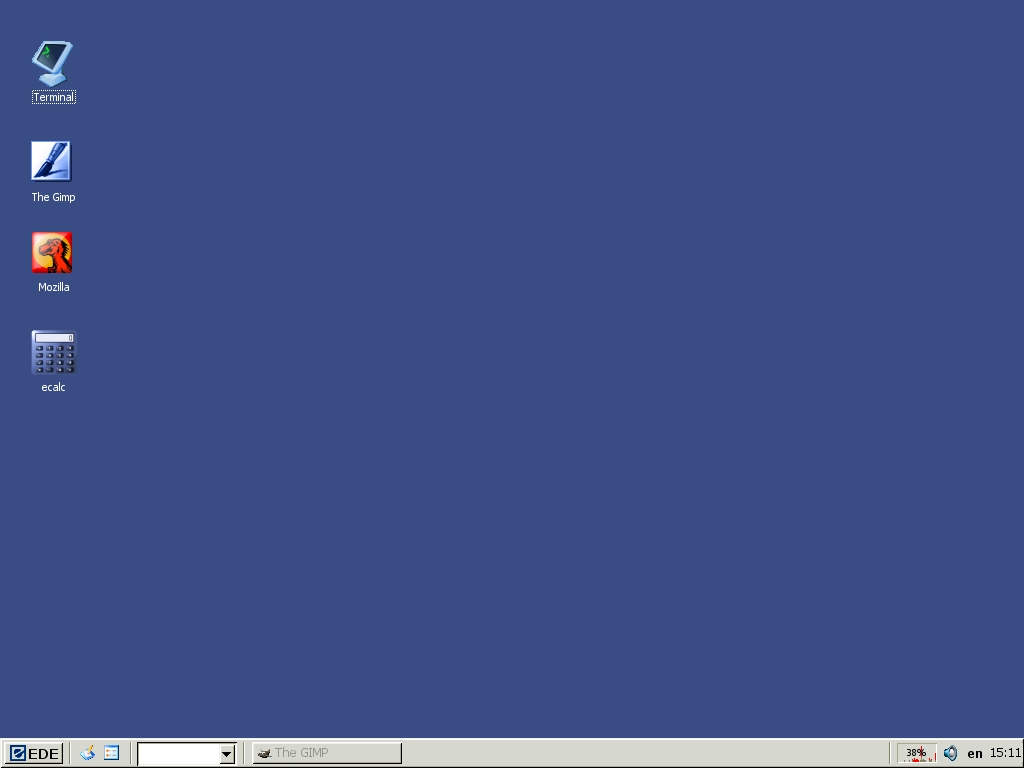
EDE
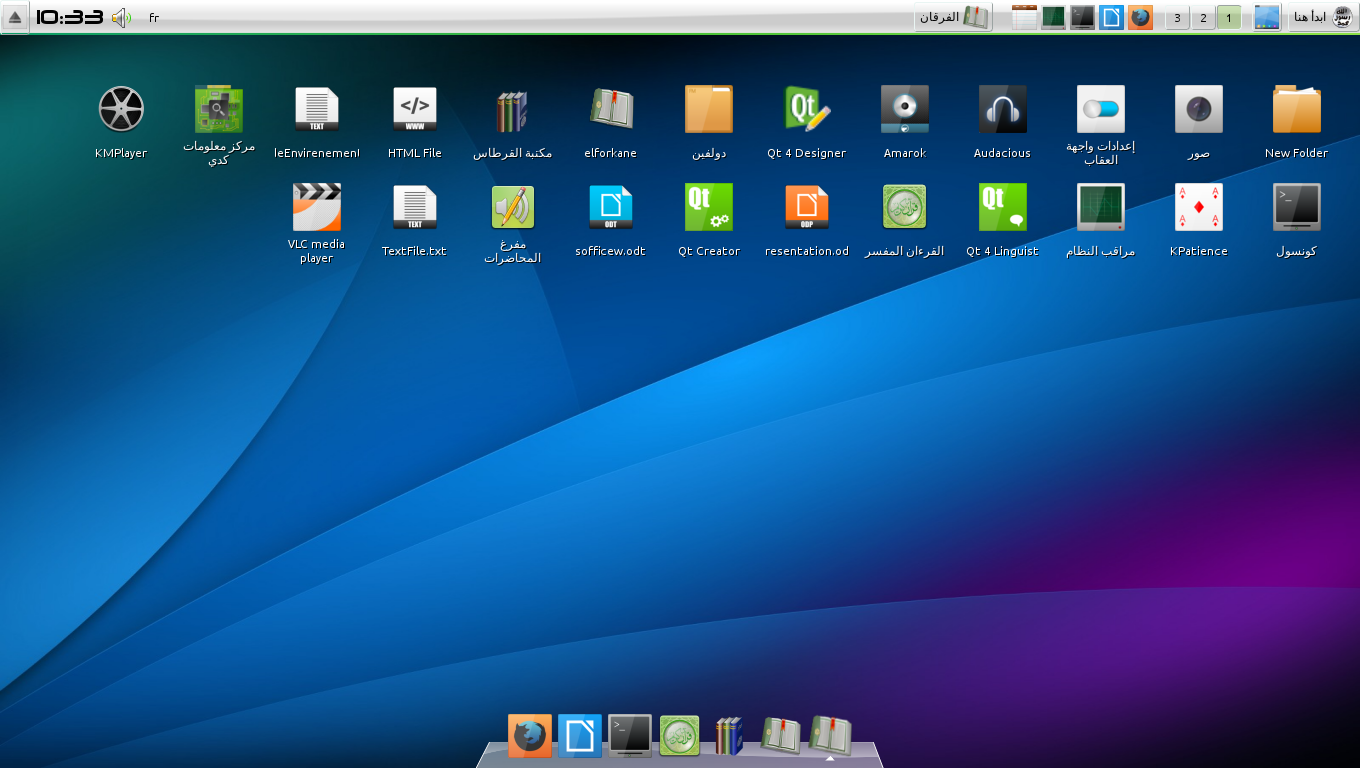
Elokab
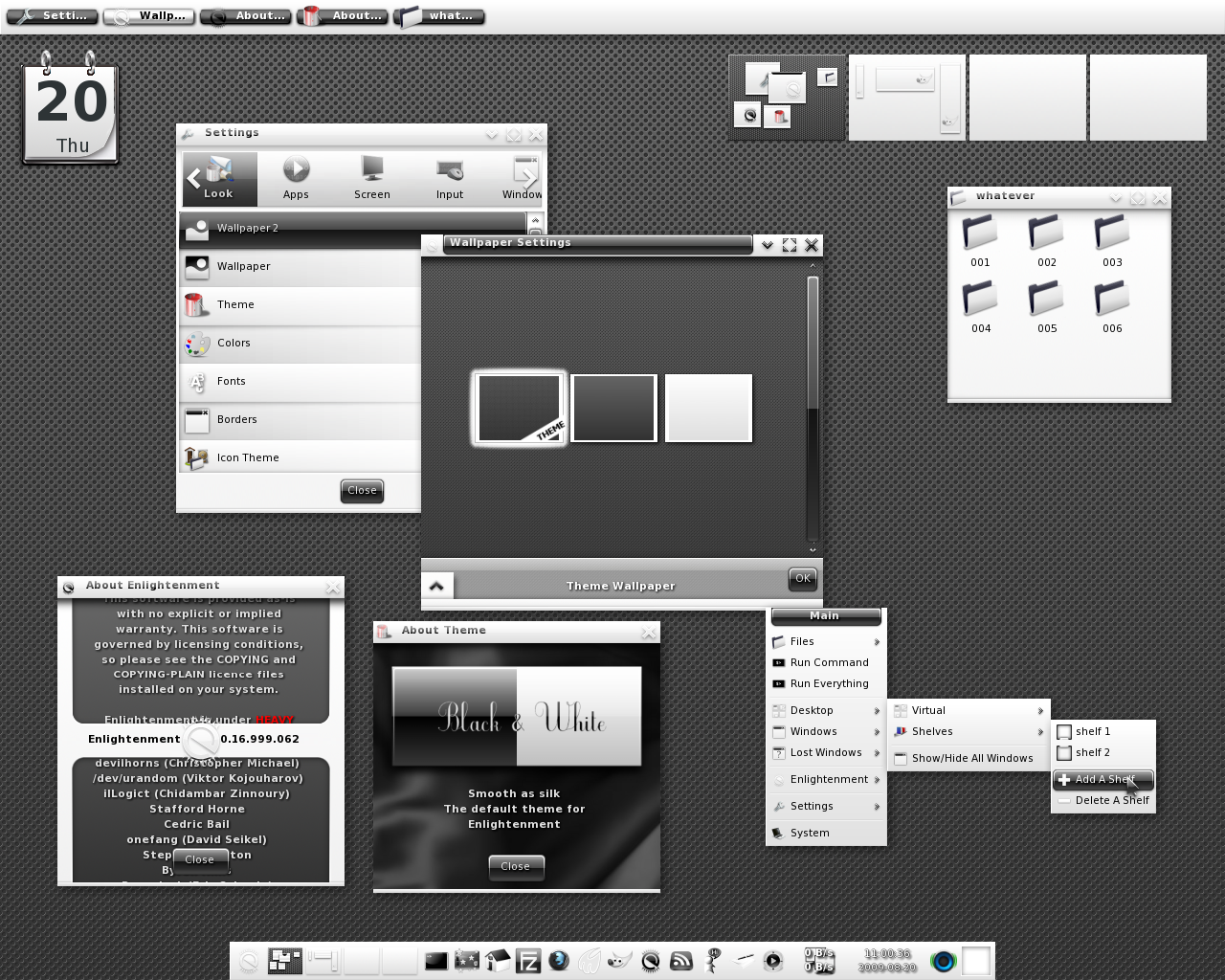
Enlightenment
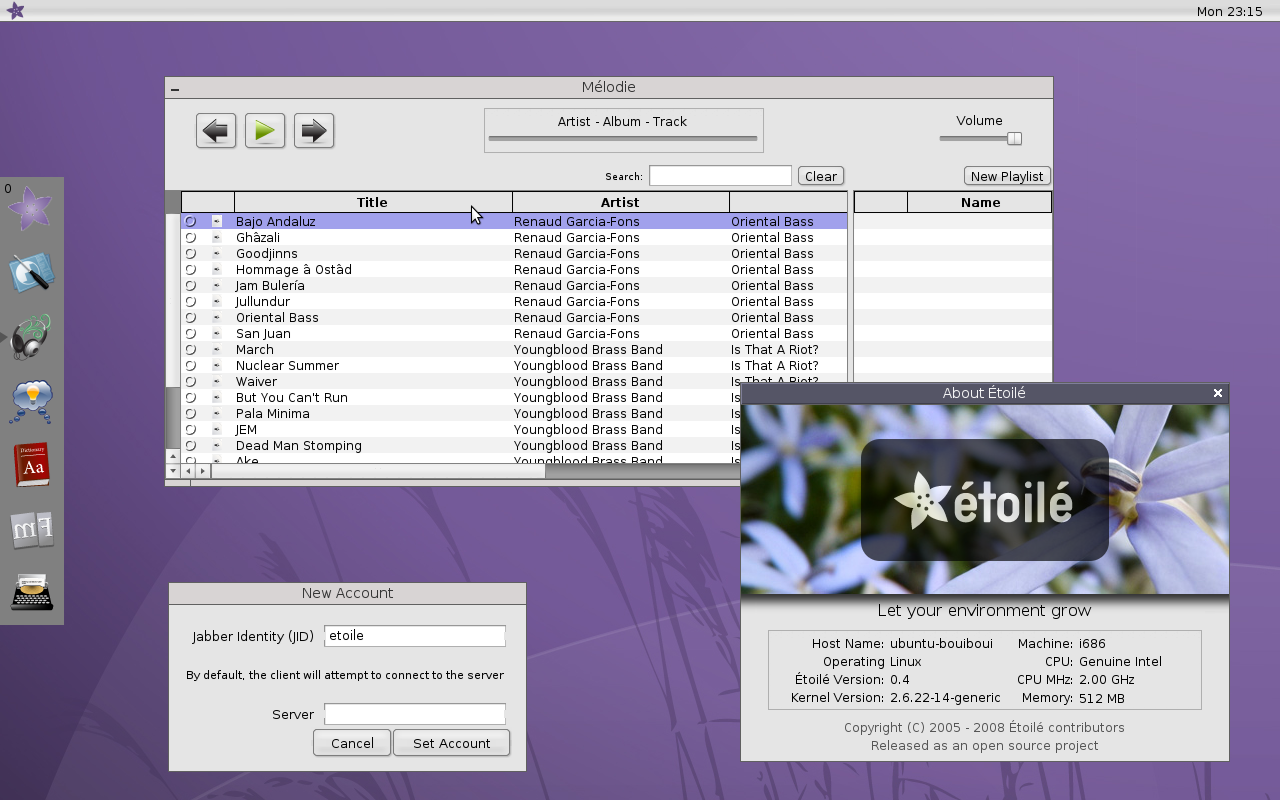
Étoilé
GNOME ShellGNOME Shell
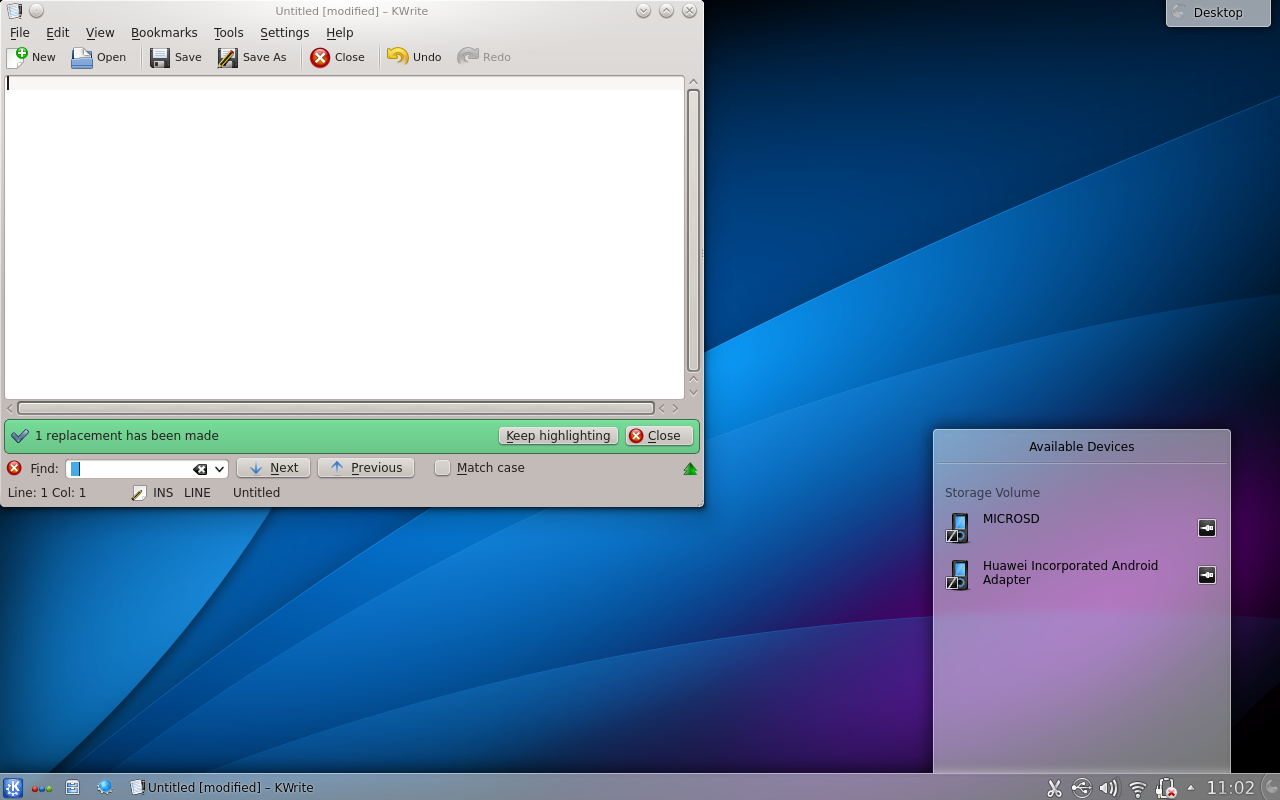
KDE SC
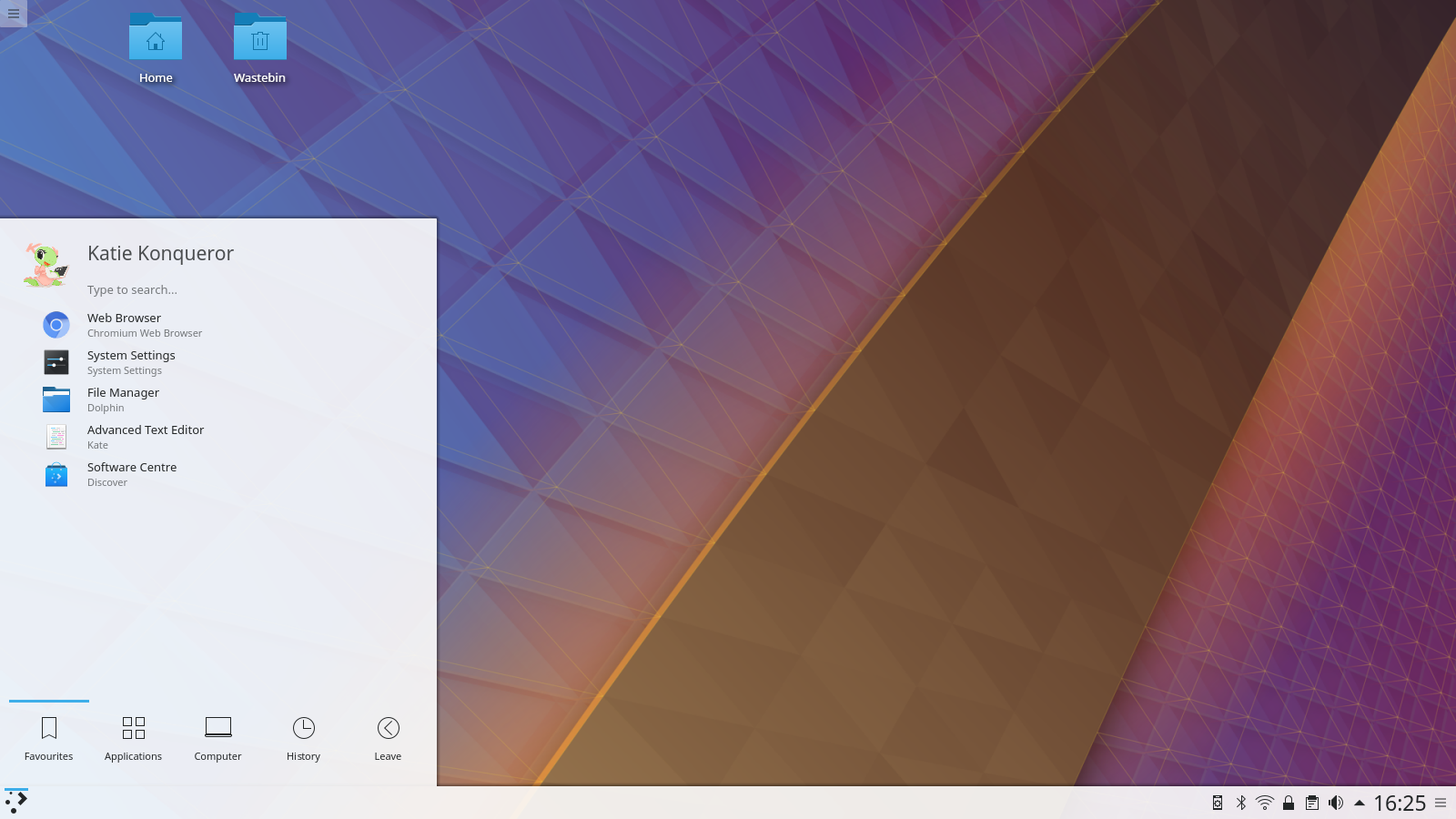
KDE 5
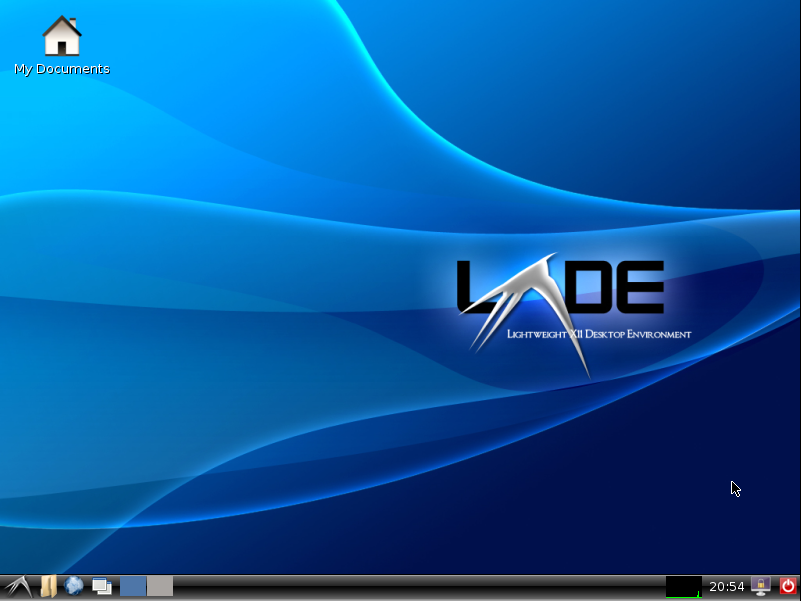
LXDE
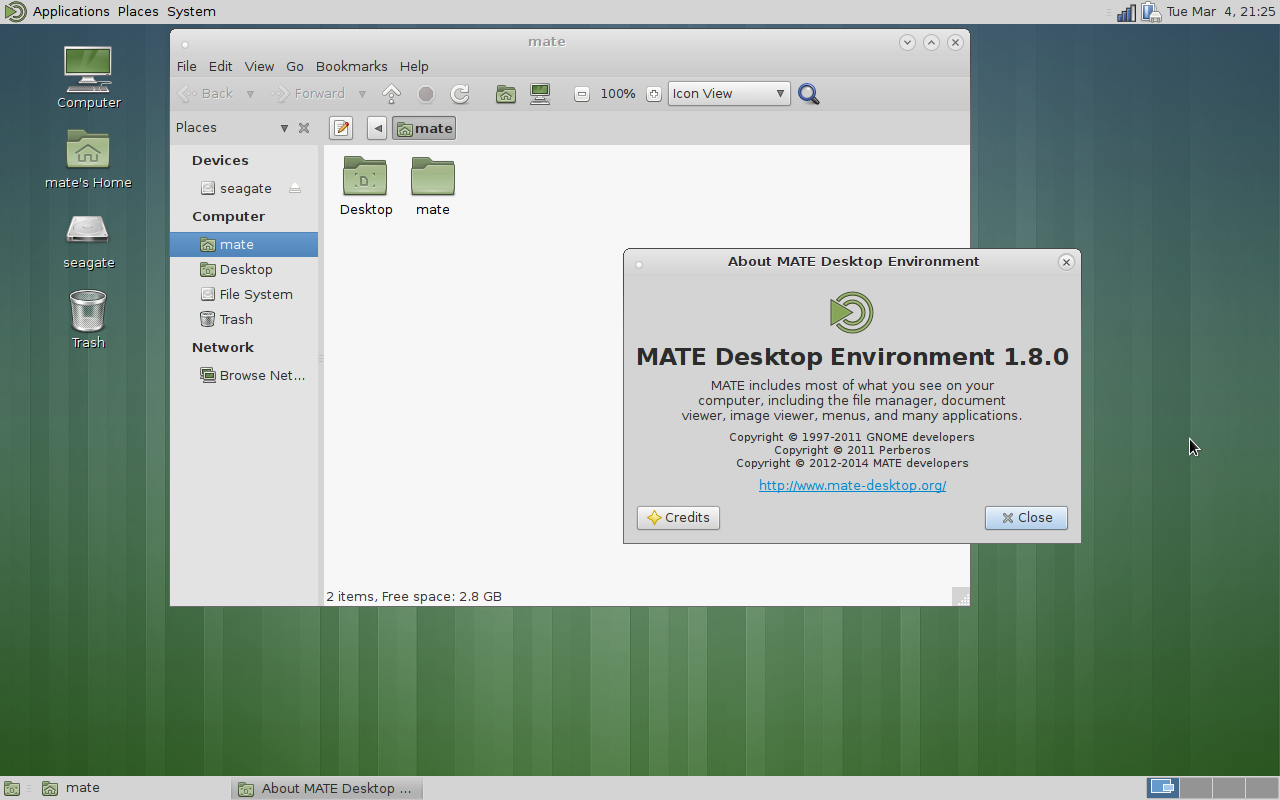
MATE
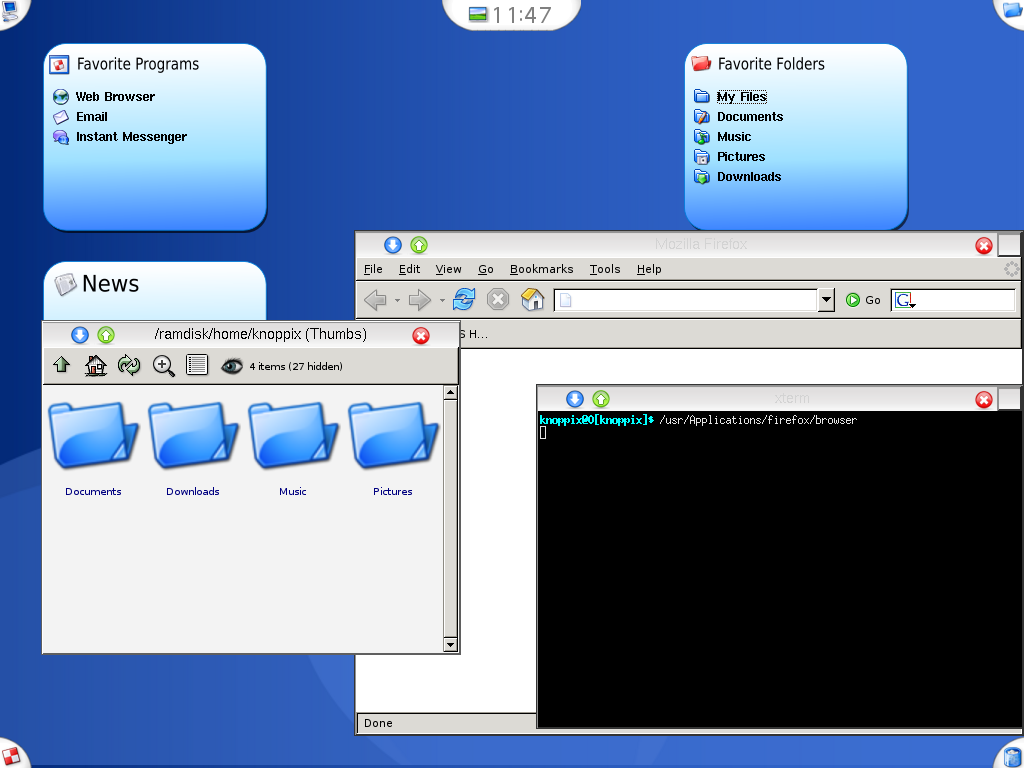
Mezzo
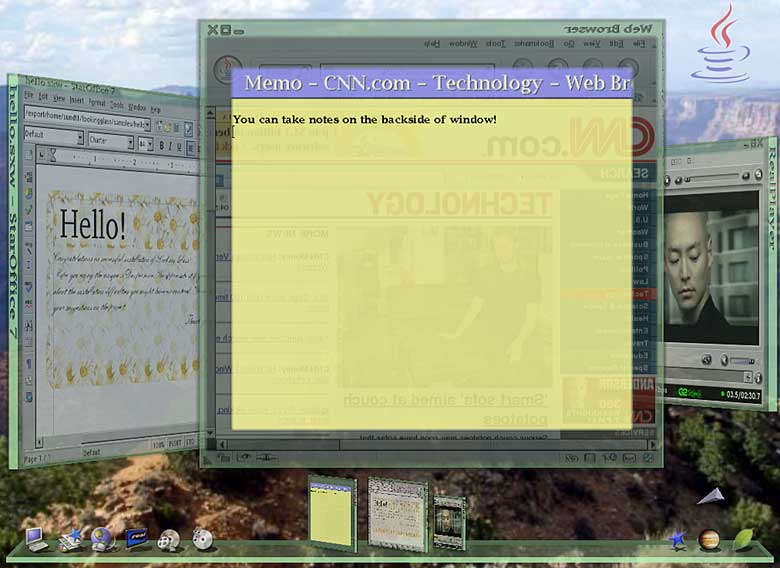
Project Looking Glass
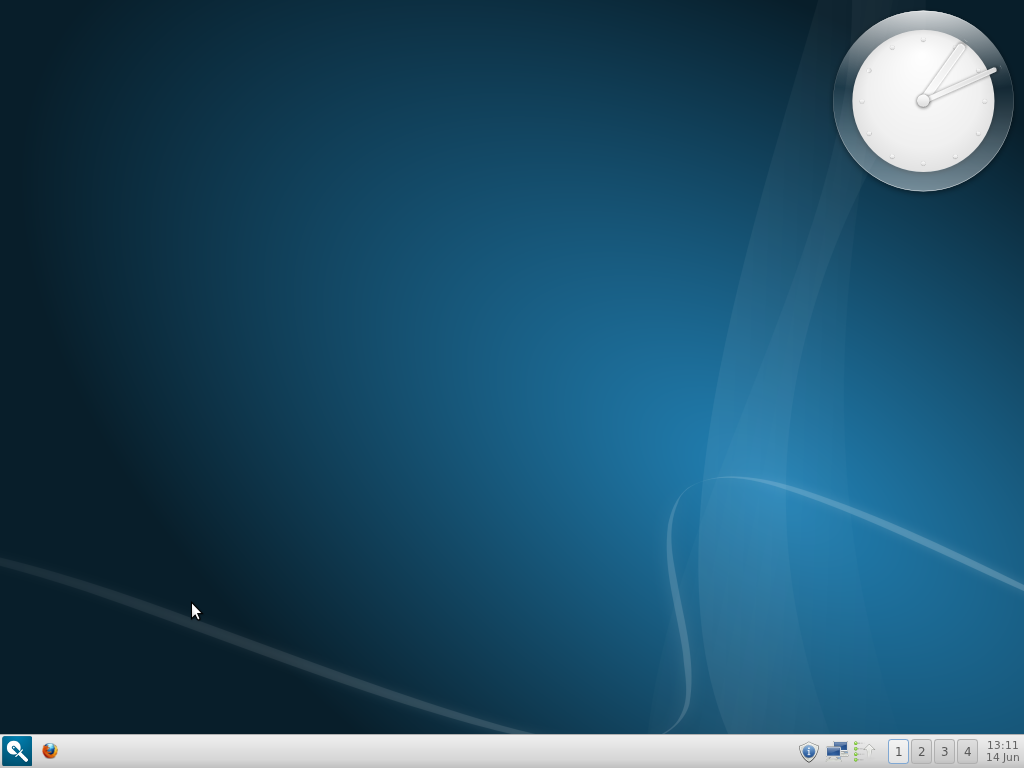
Razor-qt
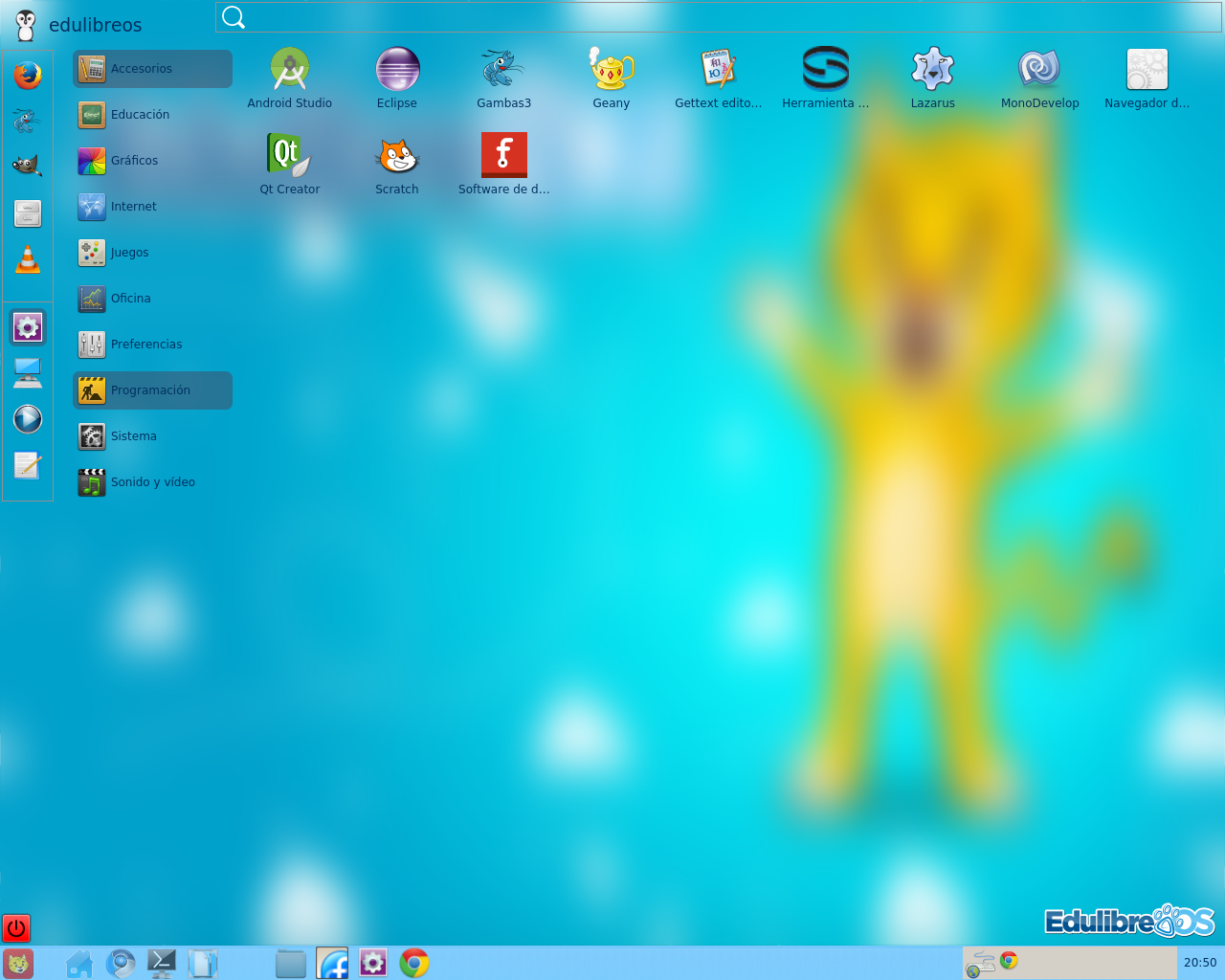
InnovaDE
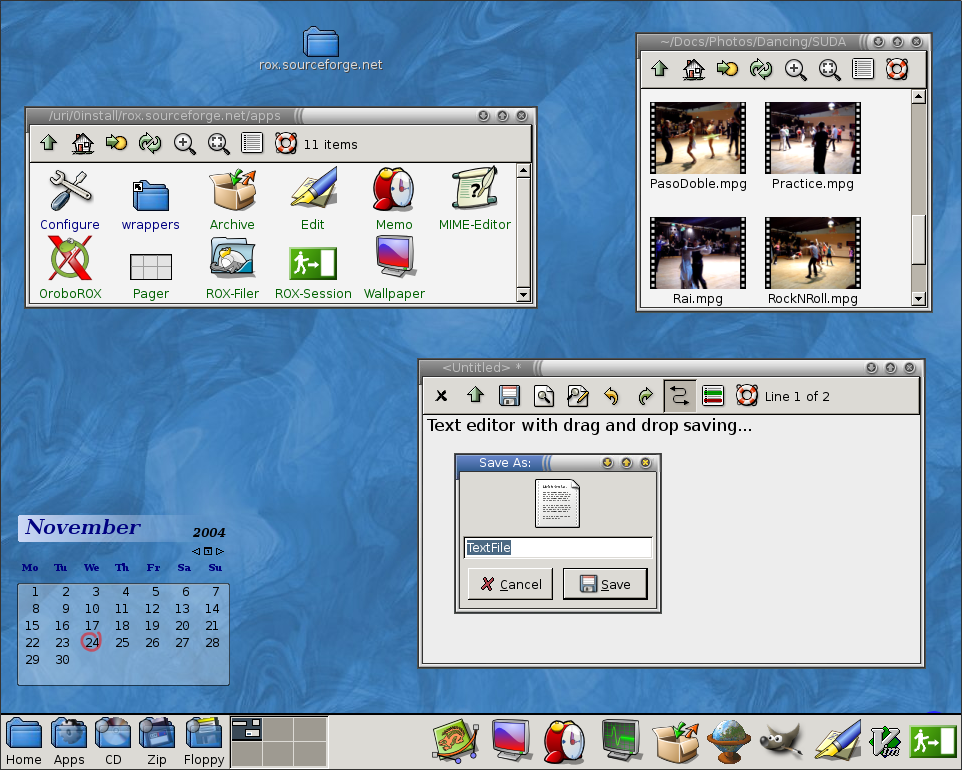
ROX Desktop
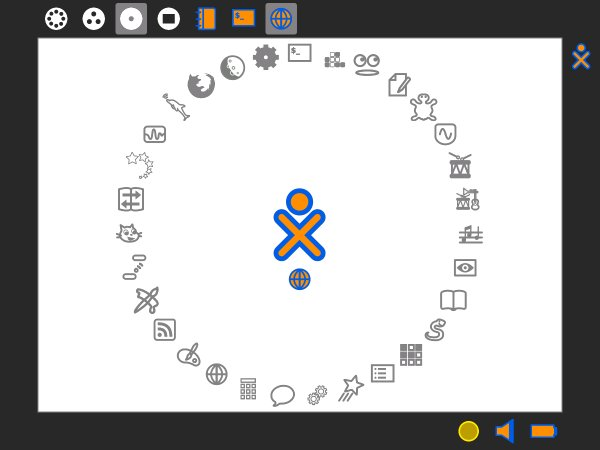
Sugar
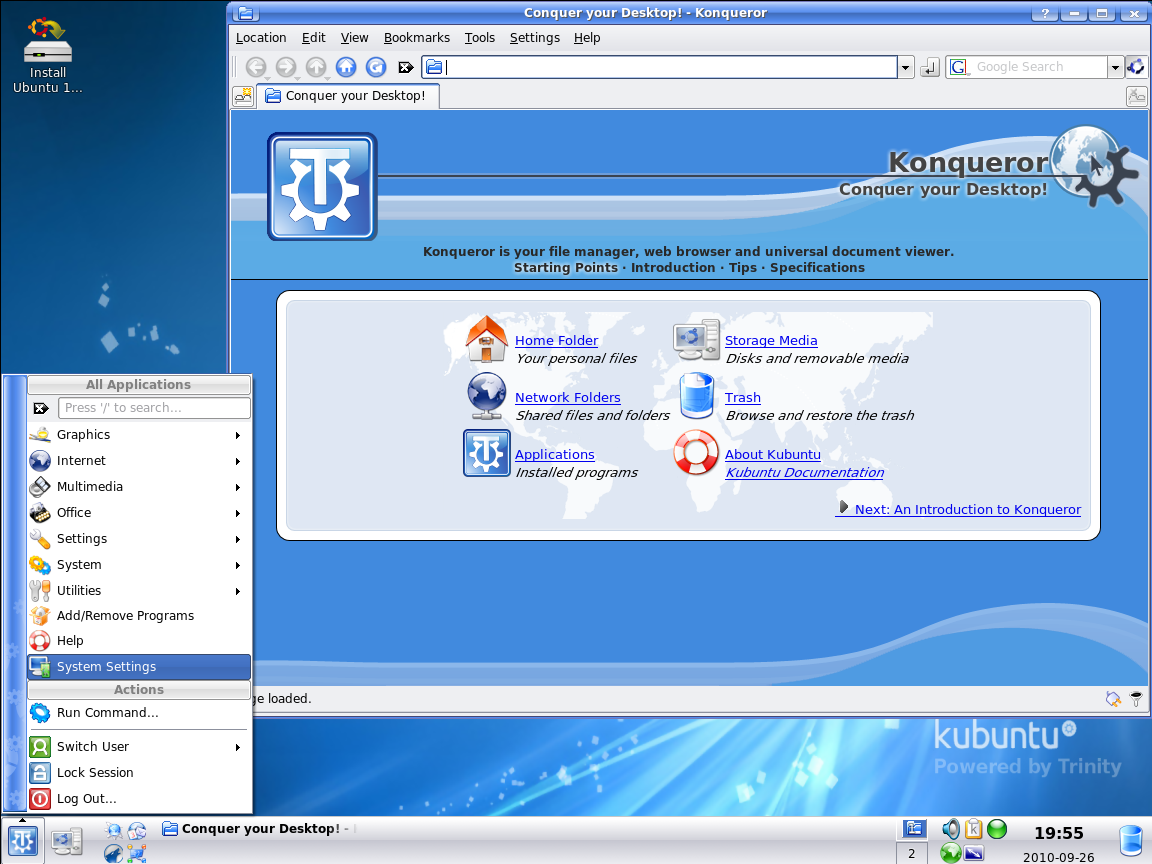
Trinity
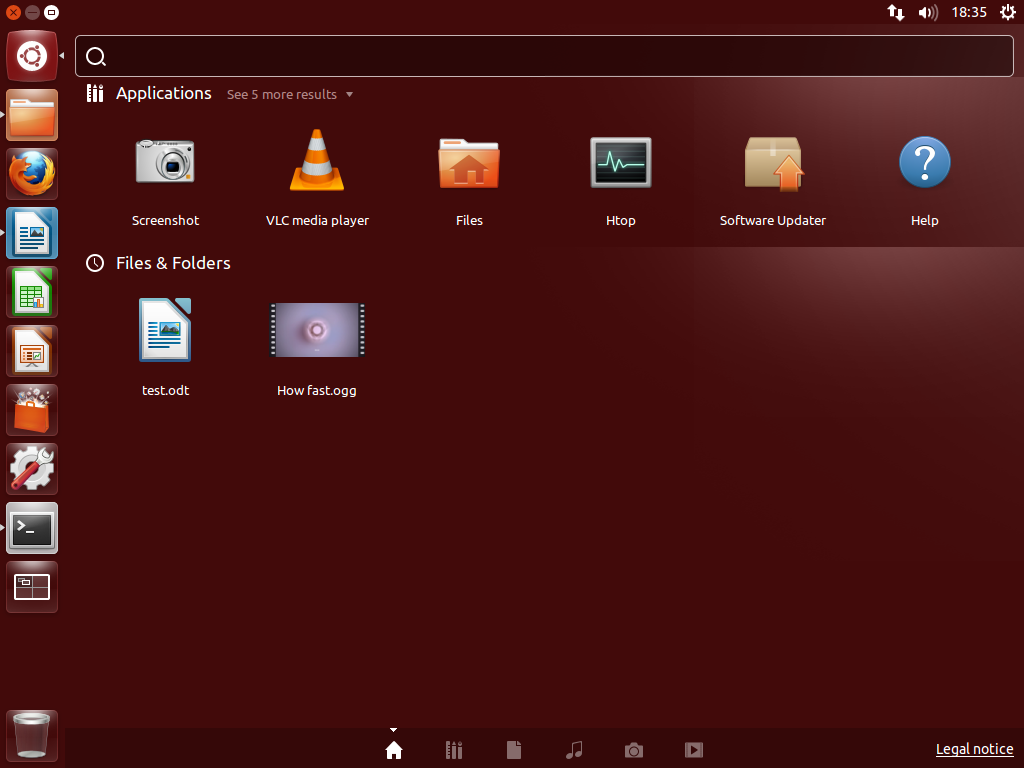
Unity
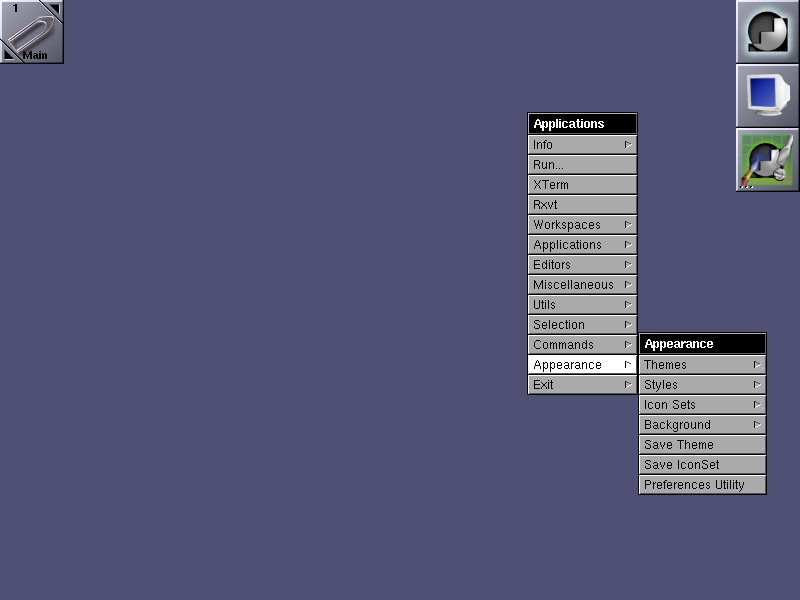
Window Maker
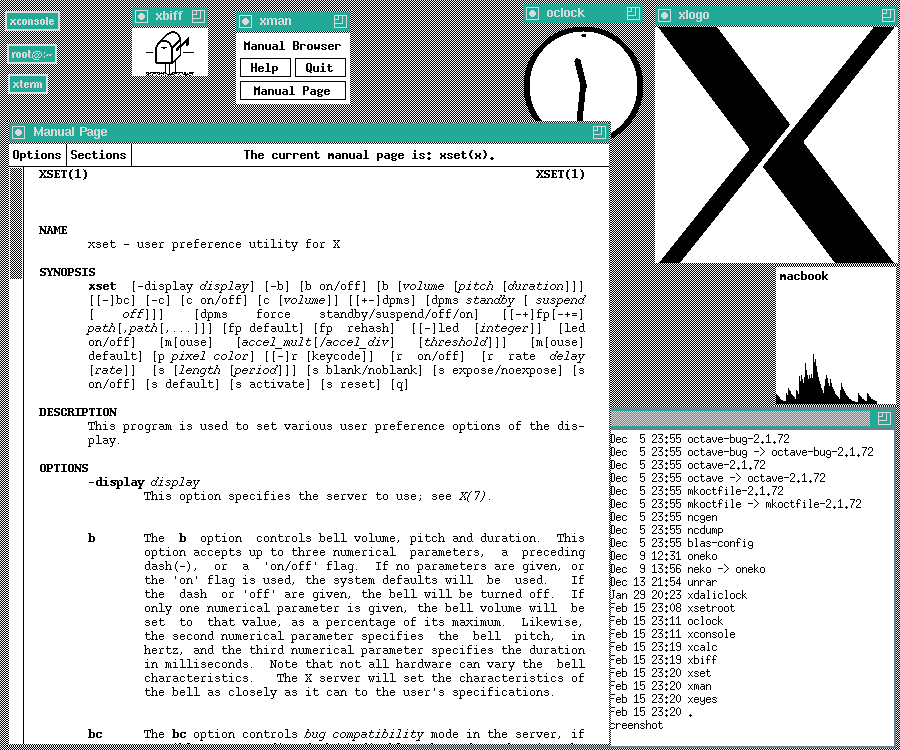
twm
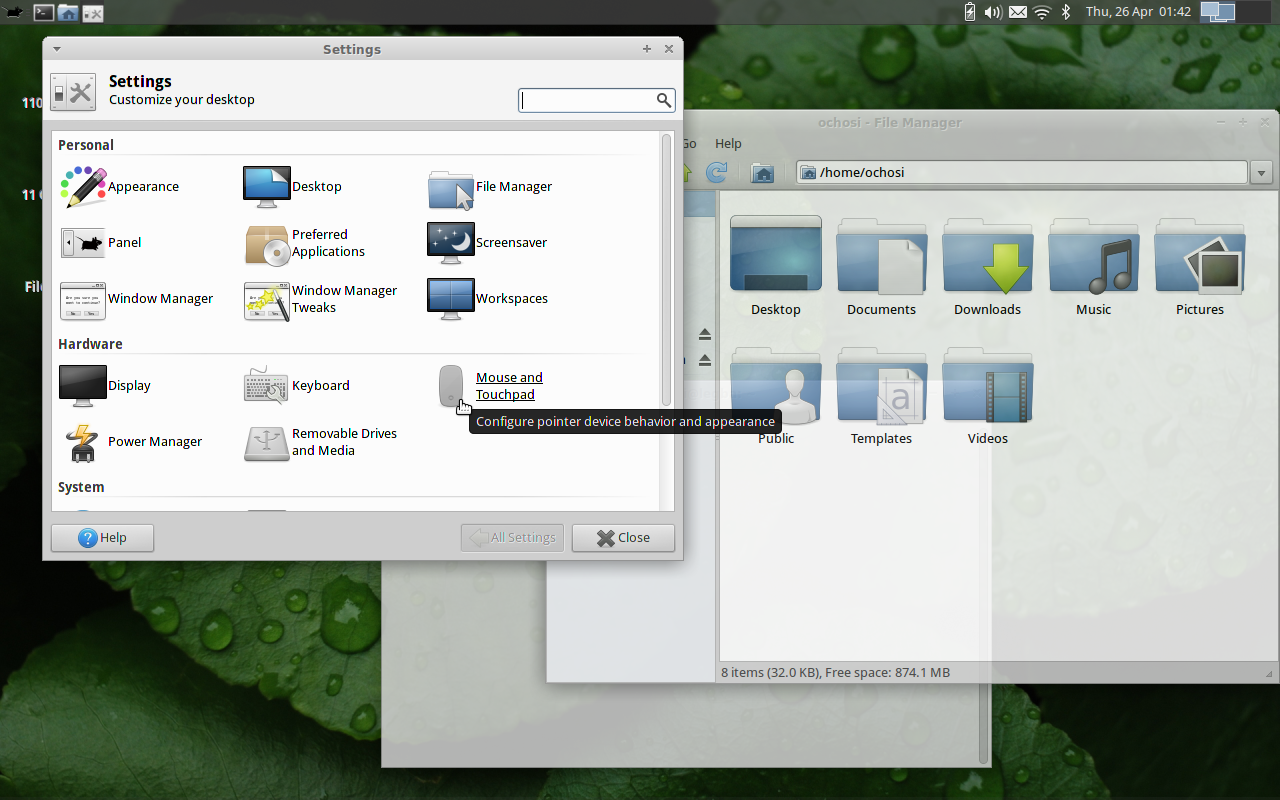
Xfce